# Hasmonea Łuck
Hasmonea Łuck (hebr. מועדון הכדורגל חשמונאים לוצק, Moadon HaKaduregel Hasmonea Luck) – żydowski klub piłkarski z siedzibą w Łucku. Rozwiązany w 1939 roku.

## Historia
Chronologia nazw:
- 1929: Ż.K.S. Hasmonea Łuck
- 1939: klub rozwiązano

Piłkarska drużyna Hasmonea została założona w Łucku w latach 20. XX wieku.
Występował w rozgrywkach polskiej okręgowej ligi Wołyń - Klasa A. 
We wrześniu 1939, kiedy wybuchła II wojna światowa, klub przestał istnieć.

## Inne
- PKS Łuck
- Hasmonea Równe